# Rayl
Das Rayl (benannt nach dem englischen Physiker John William Strutt, 3. Baron Rayleigh) ist eine veraltete und ungesetzliche Einheit der spezifischen Schallkennimpedanz. Dabei gibt es zwei unterschiedliche Definitionen, die sich um eine Größenordnung unterscheiden:
Im CGS-Einheitensystem:
{\displaystyle 1\ \mathrm {CGS~Rayl} =1\ {\frac {\mathrm {dyn\cdot s} }{\mathrm {cm} ^{3}}}=1\ {\mathrm {g}  \over \mathrm {cm^{2}\cdot s} }=10\ {\mathrm {Pa\cdot s}  \over \mathrm {m} }}
Im MKS-Einheitensystem:
{\displaystyle 1\ \mathrm {MKS~Rayl} =1\ {\frac {\mathrm {N\cdot s} }{\mathrm {m} ^{3}}}=1\ {\mathrm {kg}  \over \mathrm {m^{2}\cdot s} }=1\ {\mathrm {Pa\cdot s}  \over \mathrm {m} }}